# تپه شماره ۳ سعدآباد
تپه شماره ۳ سعد آباد مربوط به دوره اشکانیان - دوره ساسانیان است و در شهرستان درگز، بخش نوخندان، روستای سعد آباد واقع شده و این اثر در تاریخ ۱۰ دی ۱۳۸۱ با شمارهٔ ثبت ۶۷۱۸ به‌عنوان یکی از آثار ملی ایران به ثبت رسیده است.